# Discovery Program

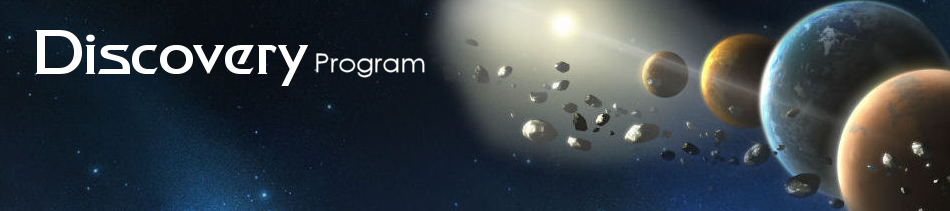
Изображение с веб-сайта программы Discovery (январь 2016)

Discovery Program (Программа «Дискавери») — серия миссий, финансируемых NASA, и направленных на изучение Солнечной системы. Выделение денежных средств осуществляется через их офис программы планетарных миссий. Так как бюджет каждой миссии ограничен сильнее, чем бюджеты миссий в рамках программ NASA «Новые рубежи» и «Крупные стратегические научные миссии», миссии программы Discovery, как правило, в большей степени ориентированы на достижение конкретной научной цели.
Программа была основана в 1992 году и должна была реализовать видение 9-го администратора NASA Даниэля Голдина, которое можно описать фразой «Быстрее, лучше, дешевле». В то время все активные программы NASA заранее определяли цели и задачи миссий, и после этого искали претендентов на их создание и управление. В отличие от них, в программе Discovery было решено использовать конкурсный метод. Сначала NASA собирает предложения о миссиях на свободную научную тематику. Затем все миссии проходят оценку комиссией, которая может состоять из представителей промышленности, малого бизнеса, государственных лабораторий и университетов, и из них выбирают столько, сколько было указанно в проекте конкурса. Для выбранных миссий назначается главный исследователь.
Также программа включает в себя миссии возможностей, которые предоставляют возможность для участия в миссиях, не связанных с NASA, путем предоставления финансирования для научного прибора или компонентов научного прибора.
По состоянию на октябрь 2024 года, всего в рамках этой программы было запущено 14 самостоятельных миссий и 6 миссий возможностей; и ещё две, VERITAS и DAVINCI были выбраны в качестве пятнадцатой и шестнадцатой самостоятельных миссий. За время существования программы были созданы и запущены такие знаковые проекты, как: Mars Pathfinder, MESSENGER, Dawn, Kepler, InSight.

## История
В 1989 году НАСА приступила к разработке новой стратегии исследования Солнечной системы до 2000 года. Программа включала в себя группу малых миссий, которые были бы недорогими и позволяли решать конкретные научные вопросы за более короткое время, чем существующие программы. В целом, программа Discovery была создана для разработки аппаратов с конкретной целью; это позволяло удешевить аппараты. Первой миссией был выбран аппарат NEAR Shoemaker, вторым — Mars Pathfinder.

## Галерея

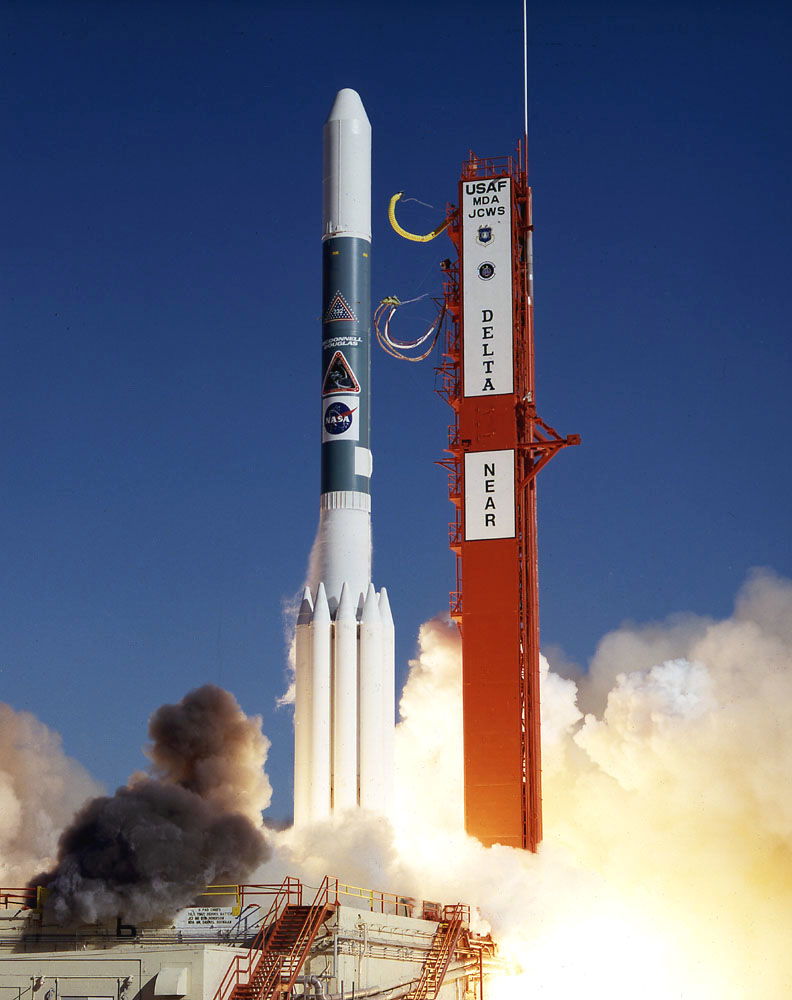
Запуск NEAR Shoemaker, 1996

## Миссии

### Самостоятельные миссии
| №  | Название | Места назначения                            | Дата запуска     | Ракета            | Стартовая масса | Достижение цели | Статус            | Главный исследователь | Стоимость (млн долл.) | Значок миссии |
| -- | --- | ------------------------------------------- | ---------------- | ----------------- | --------------- | --------------- | ----------------- | --------------------- | --------------------- | ------------- |
| 1  | NEAR Shoemaker | (433) Эрос, (253) Матильда                  | 17 февраля 1996  | Дельта-2 (7925-8) | 805 кг          | 27 июня 1997    | Завершена в 2001  | Эндрю Ченг (ЛПФ)      | 224 (2000г)           |               |
| 1  | Near Earth Asteroid Rendezvous Shoemaker (назван в честь Юджина Шумейкера) стал первым рукотворным объектом, вышедшим на орбиту вокруг астероида и совершившим мягкую посадку на его поверхность. На борту аппарата находилось оборудование, предназначенное для исследования (433) Эроса и (253) Матильды и включавшее в себя инфракрасный спектрометр, магнитометр, гамма-рентгеновский спектрометр, радиоосциллятор, лазерный высотомер и мультиспектральную камеру. После запуска 17 февраля 1996 года, 27 июня 1997 года он совершил облет (253) Матильды, а затем и облет Земли 22 января 1998 года. По плану, 10 января 1999 года NEAR должен был выйти на орбиту вокруг (433) Эроса, однако 20 декабря 1998 года, из-за сбоя во время манёвра торможения, на 27 часов была потеряна связь с аппаратом, ввиду чего АМС не смогла выйти на необходимую траекторию. В соответствии с новым планом, NEAR достиг необходимой орбиты 14 февраля 2000 года. Аппарат провёл на орбите один год, после чего опустился на поверхность астероида 12 февраля 2001 года. Зонд продолжал передавать данные до 28 февраля 2001 года, даты, когда миссия была завершена. Последняя попытка связаться с аппаратом была совершена в декабре 2002 года и оказалась неудачной. |                                             |                  |                   |                 |                 |                   |                       |                       |               |
| 2  | Mars Pathfinder | Марс                                        | 4 декабря 1996   | Дельта-2 (7925)   | 890 кг          | 4 июля 1997     | Завершена в 1998  | Джозеф Бойс (ЛРД)     | 265 (1998г)           |               |
| 2  | Mars pathfinder — миссия NASA по изучению атмосферы и геологии поверхности Марса, включавшая в себя стационарную станцию и марсоход «Соджорнер». Также целью Пасфайндера являлась демонстрация ключевых технологий для возможного использования в будущих миссиях. Запуск состоялся 4 декабря 1996 года. После полёта, продлившегося 7 месяцев, 4 июля 1997 года аппарат достиг Марса. Вход в атмосферу планеты произошёл на скорости 7,5 км/с, но благодаря сложной системе торможения, столкновение с поверхностью не привело к повреждениям. 5 июля 1997 «Соджорнер» съехал со стационарной платформы и 6 июля приступил к научным экспериментам, став первым марсоходом, продолжившим успешно функционировать после начала работы. Основная и расширенная программы миссии были завершены, и спустя более 80 дней от прибытия к пункту назначения, 27 сентября 1997 года был отправлен последний сигнал. Миссия была официально прекращена 10 марта 1998 года. |                                             |                  |                   |                 |                 |                   |                       |                       |               |
| 3  | Lunar Prospector | Луна                                        | 7 января 1998    | Афина-2           | 296 кг          | 16 января 1998  | Завершена в 1999  | Алан Байндер          | 63 (1998г)            |               |
| 3  | Lunar prospector — миссия, целями которой являлись исследования гравитационного и магнитного полей Луны, съёмка её поверхности, а также изучение её внутреннего строения и состава грунта. Запуск состоялся 7 января 1998 года. Аппарат вышел на целевую окололунную орбиту 16 января 1998 года, после чего 19 декабря 1998 года был произведён манёвр для снижения высоты орбиты в целях проведения более детального изучения поверхности Луны. 31 июля 1999 года lunar prospector был нацелен на постоянно находящуюся в тени часть кратера Шумейкер. Исследователи надеялись создать выброс водяного пара, который можно было бы наблюдать с Земли, однако этот эксперимент не увенчался успехом. |                                             |                  |                   |                 |                 |                   |                       |                       |               |
| 4  | Stardust | Вильда (комета), Темпеля (комета)           | 7 февраля 1999   | Дельта-2 (7426)   | 300 кг          | 2 января 2004   | Завершена в 2011  | Дональд Броунвиль     | 200 (2011г)           |               |
| 4  | Stardust — миссия, направленная на доставку кометного вещества на землю. Запуск состоялся 7 февраля 1999 после ряда манёвров аппарат сблизился с кометой и взял образец кометного вещества. 15 января 2006 пробу доставили на Землю. После чего корабль направили к комете Темпеля для исследования результатов сброса на неё снаряда миссии Deep Impact. |                                             |                  |                   |                 |                 |                   |                       |                       |               |
| 5  | Genesis | L1 (Земля-Солнце)                           | 8 августа 2001   | Дельта-2 (7326)   | 494 кг          | 3 декабря 2001  | Завершена в 2004  | Дональд Бернетт       | 209 (2004г)           |               |
| 5  | Genesis — миссия по сбору заряженных частиц солнечного ветра для анализа. После выхода на орбиту, аппарат собирал частицы солнечный ветер в течение 850 дней в период с 2001 по 2004 год. 22 апреля 2004 года он покинул орбиту Лиссажуса и начал своё возвращение на Землю, но 8 сентября 2004 года парашют капсулы не раскрылся, и капсула упала в пустыню штата Юта. Тем не менее, образцы солнечного ветра сохранились и остались доступны для изучения. Несмотря на жесткую посадку, Genesis достиг всех своих базовых научных целей. |                                             |                  |                   |                 |                 |                   |                       |                       |               |
| 6  | CONTOUR | Энке (комета), Швассмана — Вахмана (комета) | 3 июля 2002      | Дельта-2          | 328 кг          | —               | Разрушился в 2002 | Джозеф Веверка        | 154 (1997г)           |               |
| 6  | Цель CONTOUR — посещении и изучении как минимум двух комет. 15 августа 2002 года космический корабль распался во время запланированного манёвра, который должен был вывести его с околоземной орбиты на орбиту вокруг Солнца. Комиссия по расследованию пришла к выводу, что вероятной причиной стала структурная поломка космического корабля из-за нагрева от шлейфа твердотопливного ракетного двигателя Star-30. |                                             |                  |                   |                 |                 |                   |                       |                       |               |
| 7  | MESSENGER | Меркурий                                    | 3 августа 2004   | Дельта-2          | 485,2 кг        | 14 января 2008  | Завершена в 2015  | Шон Соломон           | 450 (2015г)           |               |
| 7  | MESSENGER — орбитальный аппарат, который провел первое орбитальное исследование Меркурия. Его научными целями были получение первых изображений всей планеты и сбор подробной информации о составе и структуре коры Меркурия, его геологической истории, характере его тонкой атмосферы и активной магнитосферы, а также составе его ядра и полярных областей. Это был второй космический корабль, пролетевший мимо Меркурия, после «Маринера-10» в 1975 году. После одного пролёта мимо Земли, двух пролетов мимо Венеры и трех пролетов Меркурия, он вышел на орбиту вокруг Меркурия 18 марта 2011 года. Основная научная миссия началась 4 апреля 2011 года и продолжалась до 17 марта 2012 года. 6 марта 2013 года он достиг 100 % картографирования Меркурия, а 17 марта 2013 года завершил свою первую годичную расширенную миссию. После очередного продления миссии у космического корабля закончилось топливо, и 30 апреля 2015 года он был сведен с орбиты. |                                             |                  |                   |                 |                 |                   |                       |                       |               |
| 8  | Deep Impact | Темплея, Комета Ботина                      | 12 января 2005   | Дельта-2          | 650 кг          | 4 июля 2005     | Завершена в 2013  | Майкл Ахерн           | 330 (2005г)           |               |
| 8  | Deep Impact — миссия по изучению кометы Темпеля. Аппарат сбросил на комету зонд, который намеренно столкнулся с кометой, передав изображения непосредственно перед тараном. Позже была расширена до EPOXI, пролетев на расстоянии в 700 километров от ядра кометы 103P/Хартли. |                                             |                  |                   |                 |                 |                   |                       |                       |               |
| 9  | Dawn | Веста, Церера                               | 27 сентября 2007 | Дельта-2          | 725 кг          | 3 мая 2011      | Завершена в 2018  | Кристофер Рассел      | 472 (2015г)           |               |
| 9  | Dawn — автоматическая межпланетная станция, разработанная для изучения Цереры и Весты. Dawn стал первой миссией по исследованию с орбиты более одного небесного тела — вначале аппарат вышел на орбиту Весты, а далее перешел на орбиту Цереры, где остается на данный момент. |                                             |                  |                   |                 |                 |                   |                       |                       |               |
| 10 | Kepler | гелиоцентрическая орбита                    | 7 марта 2009     | Дельта-2          | 1 052 кг        | 12 мая 2009     | Действующая       |                       | 640 (2009г)           |               |
| 10 | Kepler — космическая обсерватория, которая расположена на орбите Солнца. Kepler проводит исследования экзопланет и их обнаружение. Всего за три первых года работы телескоп открыл 2778 экзопланет и пронаблюдал более полумиллиона звезд. |                                             |                  |                   |                 |                 |                   |                       |                       |               |
| 11 | GRAIL | Луна                                        | 10 сентября 2011 | Дельта-2          | 132,6 кг        | 7 марта 2011    | Завершена в 2012  |                       | 496 (2011г)           |               |
| 11 | GRAIL — система из двух орбитальных аппаратов, которые, находясь на орбите Луны, проводили ее гравитационные исследования. Два аппарата летели по схожей орбите на расстоянии в ~200 километров друг от друга С помощью аппаратов было обнаружено, что толщина лунной коры была переоценена. Сейсмографы, установленные во время экспедиций «Аполлона», давали результат в 60 километров (после повторного анализа — около 45 километров). Новые результаты говорят, что её толщина составляет около 30 километров. |                                             |                  |                   |                 |                 |                   |                       |                       |               |
| 12 | InSight | Марс                                        | 5 мая 2018       | Атлас-5           | 360 кг          | 26 ноября 2018  | Завершена в 2022  |                       | 830 (2016г)           |               |
| 12 | InSight — миссия по доставке на марс посадочного зонда и сейсмометра SEIS. В 2024 году при анализе сейсмических данных собранных аппаратом InSight на Марсе была обнаружена вода в жидком состоянии, залегающая на глубине в 10-20 километров. |                                             |                  |                   |                 |                 |                   |                       |                       |               |
| 13 | Lucy | Троянцы Юпитера                             | 16 октября 2021  | Атлас-5           | 821 кг          | ~2025           | Действующая       |                       | 450+148               |               |
| 13 | Lucy — миссия по изучению троянских астероидов Юпитера. Всего за весь период миссии аппарат должен изучить 7 астероидов по обе стороны от Юпитера (в точках лагранжа 4 и 5) и в главном поясе астероидов. |                                             |                  |                   |                 |                 |                   |                       |                       |               |
| 14 | Psyche | (16) Психея                                 | 13 октября 2023  | Falcon Heavy      | 1 400 кг        | ~2029           | Действующая       | Линди Элкинс-Тэнтон   | 450+117               |               |
| 14 | Psyche — автоматическая межпланетная станция, названная в честь металлического астероида (16) Психея, которую она и будет изучать. Предполагается, что (16) Психея может быть ядром протопланеты, с которой сорвало кору при столкновении с другим телом. |                                             |                  |                   |                 |                 |                   |                       |                       |               |
| 15 | DAVINCI | Венера                                      | 2031 (план)      |                   |                 | ~2034           | Планируется       |                       | 500                   |               |
| 15 | Планируемая миссия. |                                             |                  |                   |                 |                 |                   |                       |                       |               |
| 16 | VERITAS | Венера                                      | 2031 (план)      |                   |                 | ~2034           | Планируется       |                       | 500                   |               |
| 16 | Планируемая миссия. |                                             |                  |                   |                 |                 |                   |                       |                       |               |